# Tití

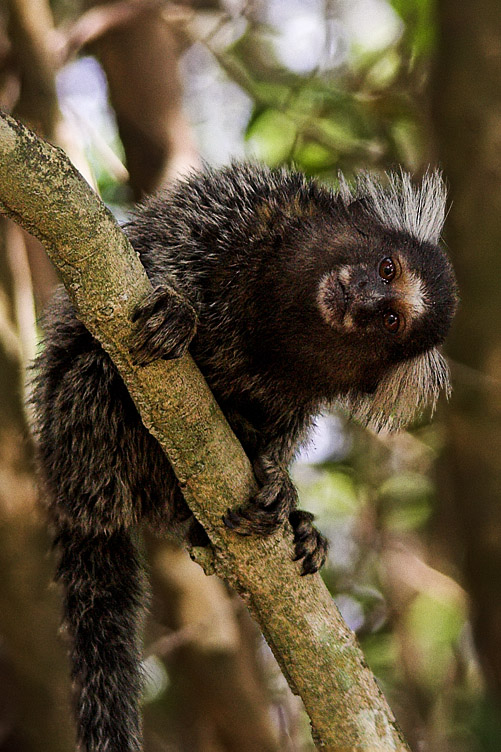
Tití común (Callithrix jacchus)

El término tití es el nombre vulgar de diferentes especies de primates americanos (platirrinos):
- Todas las especies de la subfamilia Callitrichidae (callitrícidos) también se conocen como tamarinos, que para algunos conforman la familia Callitrichidae, para otros son una subfamilia de los cébidos. Son los titís (o titíes) verdaderos.
  - Género Callithrix: C. acariensis, C. argentata, C. aurita, C. chrysoleuca, C. emiliae, C. flaviceps, C. geoffroyi, C. humeralifera, C. humilis, C. intermedia, C. jacchus, C. kuhlii, C. leucippe, C. manicorensis, C. marcai, C. mauesi, C. melanura, C. nigriceps, C. penicillata, C. pygmaea C. saterei.
  - Género Leontopithecus: L. caissara, L. chrysomelas, L. chrysopygus, L. rosalia.
  - Género Saguinus: S. bicolor, S. fuscicollis, S. geoffroyi, S. graellsi, S. imperator, S. inustus, S. labiatus, S. leucopus, S. martinsi, S. melanoleucus, S. midas, S. mystax, S. niger, S. nigricollis, S. oedipus, S. pileatus, S. tripartitus.
  - Género Callimico: C. goeldii.
- Los zocayos y sahuíes, pertenecientes a la familia Pitheciidae, subfamilia Callicebinae, género Callicebus: C. bernhardi, C. brunneus, C. caligatus C. cinerascens, C. coimbrai, C. cupreus, C. donacophilus C. dubius, C. hoffmannsi, C. modestus, C. moloch, C. oenanthe, C. olallae, C. personatus, C. stephennashi, C. torquatus.
- Cualquiera de las especies de tití ardilla, pertenecientes a la familia Cebidae, subfamilia Chrysotrichinae o Saimiriinae, género Saimiri: S. boliviensis, S. oerstedii, S. siureus, S. ustus, S. vanzolinii.